# Eupholidoptera akdeniz
Eupholidoptera akdeniz är en insektsart som beskrevs av Ünal och Naskrecki 2002. Eupholidoptera akdeniz ingår i släktet Eupholidoptera och familjen vårtbitare. Inga underarter finns listade i Catalogue of Life.